# Шкодра, Доньет
Доньет Шкодра (алб. Donjet Shkodra; 30 апреля 1989, Приштина, СФРЮ) — косоварско-бельгийский футболист, полузащитник.

## Карьера
Футбольную карьеру начал в 2008 году в составе бельгийского клуба КРС Варегем. До 2016 года поменял ещё 5 клубов из Бельгии (все Второго дивизиона).
В июле 2016 года свободным агентом перешёл в албанский клуб «Фламуртари». 7 сентября дебютировал в стартовом матче первенства на выезде против чемпиона «Скендербеу» (1:2) и забил гол, в домашней игре (2:0) тоже забил гол. Но всю зиму пропустил из-за травмы правой ноги. В 26 матчах забил 9 голов, но команда еле удержалась в Суперлиге.
В июне 2017 многолетний чемпион «Скендербеу», ставший вдруг третьим в чемпионате 2016/2017, пригласил Шкодру в свой состав. Но игра здесь не заладилась, сыграл всего 6 игр и забил 1 гол, причём своей бывшей команде, и через полгода покинул клуб. А «Скендербеу» в том сезоне 2017/2018 снова стал чемпионом.
В январе 2018 года подписал двухлетний контракт с действующим чемпионом Албании клубом «Кукеси» с зарплатой €4,000 в месяц. И стал с командой вице-чемпионом Албании 2017/2018. И сыграл три матча в Лиге чемпионов УЕФА 2018/2019, куда «Кукеси» попал вместо дисквалифицированного за договорные матчи «Скендербеу».
24 февраля 2019 года перешёл на один сезон в казахстанский клуб «Шахтёр» (Караганда). Счёт голам за новый клуб открыл в 12-м туре, забив мяч дальним ударом в ворота алматинского «Кайрата».

## Достижения
«Кукеси»
- Серебряный призёр чемпионата Албании: 2017/18